# Liste des seigneurs, comtes et ducs de Rauzan
Pour les articles homonymes, voir Rauzan et Duras.
Rauzan est une ancienne seigneurie, avec paroisse et juridiction de son nom, dont le bourg de Rauzan était le chef-lieu. Ce bourg est situé dans le Bazadais, à deux lieues de Civrac et de la Dordogne (rivière), et à quatre lieues de Libourne.

## Généralités
Les deux seigneuries de Rauzan et de Civrac étaient entrées dans la maison de Durfort par suite d'un mariage contracté, le 13 décembre 1478, par Jean de Durfort (vers 1450-1520), chevalier, seigneur de Duras et de Blanquefort (Gironde), maire de Bordeaux, capitaine de 50 lances et gouverneur de Crémone lors de la conquête de l'Italie, avec Jeanne Angevin, fille unique et présomptive héritière de Jacques Angevin, seigneur de Rauzan, de Civrac, de Pujols, de Bladignac, etc., et de Marguerite de Montferrand.
À l'occasion du mariage de Henri-Louis de Chastellux (1786-1863) avec Clara de Durfort (1799-1863), fille cadette d'Amédée-Bretagne-Malo de Durfort, Louis XVIII lui conféra le 15 août 1819 le titre héréditaire de marquis de Duras-Chastellux, et le jour-même du mariage (31 août), les honneurs du Louvre et le titre d'attente et personnel de « duc de Rauzan-Duras » par brevet du roi car il devait succéder à la pairie de son beau-père,.
Ainsi, l'ordonnance royale du 21 décembre 1825 déclare Henri-Louis de Chastellux héritier des rang, titre et dignité d'Amédée-Bretagne-Malo de Durfort, avec transmission de titre de duc de Duras, sous le nom de duc de Rauzan.
Le duché-pairie ne put passer dans la maison de Beauvoir-Chastellux, le duc de Duras étant mort en 1838 sans que toutes les formalités aient été accomplies (il manquait alors les lettres patentes obligatoires, l'ordonnance royale d'autorisation de transmission de 1825 étant insuffisante).

## Seigneurs de Rauzan
L'ordre de succession des premiers seigneurs de Rauzan nous est inconnu.
- Alaïs de Bergerac, mariée avec Guillaume-Amanieu Ier de Madaillan (vers 1300-1364), seigneur de Rauzan, de Gensac et de Pujols (ces trois seigneuries lui ont été apportées par sa femme[7])
- Talèze de Madaillan, fille des précédents, dame de Rauzan (vers 1321[8])
- Guillaume-Amanieu II de Madaillan (vers 1375-1414), neveu de la précédente, seigneur de Lesparre, de Blasimont, de Rauzan, de Pujols et de Cancon, maire et gouverneur de Bordeaux

- Jean Angevin, seigneur
- Jeanne Angevin, fille du précédent, dame de Rauzan, mariée avec Jean de Durfort (vers 1450 - Ormezan, 12 avril 1520), frère du précédent, seigneur de Duras, de Blanquefort et de Villandrau, seigneur de Rauzan, maire de Bordeaux (1487), commandant de 50 lances à la bataille de Ravenne, gouverneur de « Creme » (Lombardie). Marié avec.
  - Son fils cadet, Jean ( † 1535) est l'auteur de la branche de Civrac.

- François de Durfort (vers 1494 - Pavie, octobre 1524), fils aîné du précédent, seigneur de Duras, commandant de 50 lances
- Symphorien de Durfort (vers 1523, tué le 12 mars 1563 à Orléans), seigneur de Duras, gentilhomme ordinaire de la Chambre du roi, colonel des légionnaires de Guyenne
  - « Il embrassa le parti de la Réforme[7] »
- Jean de Durfort (après 1538 - tué en février 1587 à Saint-Sauvin-sur-l'Isle), fils du précédent, seigneur de Duras.
  - Il reçut le pardon du roi à la Saint-Barthélémy dont il fut rescapé, abandonnant le protestantisme et se déclarant catholique. Devenu gentilhomme de la chambre ordinaire du roi de Navarre. Sa femme fut une des dames d'honneur de Marguerite de Valois, femme d'Henri de Navarre[7].
- Jacques de Durfort (1547-1626), frère du précédent, seigneur de Duras.

Jacques de Durfort avait épousé, le 20 mai 1603 Marguerite de Montgommery (1585-1606), dame de Lorges. Il fut créé marquis de Duras en février 1609 et comte de Rauzan le 25 octobre 1625.

## Comtes de Rauzan
1. Jacques de Durfort (1547-1626), 1er marquis de Duras (février 1609), baron de Blanquefort, 1er comte de Rauzan (25 octobre 1625), capitaine de 50 hommes des ordonnances du roi, conseiller d'État sous Henri IV de France
2. Guy Aldonce Ier de Durfort (1605-1665), fils du précédent, 2e marquis de Duras, 2e comte de Rauzan, seigneur de Lorges, maréchal de camp, capitaine des gardes du corps du Roi
  1. Frédéric Maurice de Durfort (1626 - 1er mai 1649), son fils cadet, comte de Rozan. Frédéric-Maurice, comte de Rauzan, fut du nombre des séditieux qui, pendant la minorité de Louis XIV, suivirent le parti du cardinal de Retz contre la reine-mère, régente, et Mazarin, son ministre. La Cour, humiliée par toutes sortes de complots et de libelles diffamatoires, employa le moyen extrême de bloquer Paris, et se retira à Saint-Germain-en-Laye. Le blocus dura deux mois. Frédéric-Maurice y perdit la vie.
  2. Guy Aldonce II de Durfort (1630-1702), son 3e fils, est l'auteur de la branche de Lorges.

Armes des ducs de Duras : Écartelé: aux 1 et 4, d'argent, à la bande d'azur (de Durfort) ; aux 2 et 3, de gueules, au lion d'argent (Lomagne),.

3. Armes des ducs de Duras : Écartelé: aux 1 et 4, d'argent, à la bande d'azur (de Durfort) ; aux 2 et 3, de gueules, au lion d'argent (Lomagne)[2],[9].Jacques Henri de Durfort (1625-1704), fils du précédent, 3e marquis de Duras, 3e comte de Rauzan, puis 1er duc de Duras (1689), maréchal de France, chevalier de l'ordre du Saint-Esprit.Jacques Henri de Durfort (1625-1704), est créé duc et pair de Duras en mai 1668[10] puis duc « simple » en 1689[10].
4. Jacques Henri II de Durfort (1670-1697), fils du précédent, 2e duc de Duras sur la démission de son père[Quand ?], 4e comte de Rauzan ;
5. Jean-Baptiste de Durfort (1684-1770), frère puiné du précédent, comte de Durfort de Duras, 3e duc de Duras (1704), duc et pair (1755), marquis de Blanquefort et de Pujol, 5e comte de Rauzan, maréchal de France
6. Emmanuel-Félicité de Durfort (1715-1789), fils du précédent, 4e duc de Duras, 6e comte de Rauzan, maréchal de France, membre de l'Académie française (no 251, 2 mai 1775), chevalier du Saint-Esprit, chevalier de la Toison d'or ;
7. Emmanuel-Céleste de Durfort (1741-1800), fils du précédent, 5e duc de Duras, 7e comte de Rauzan ;
8. Amédée-Bretagne-Malo de Durfort (1771-1838), 6e duc de Duras, 8e comte de Rauzan, maréchal de camp, membre de la Chambre des pairs.

## Ducs de Rauzan-Duras
1. 1819-1863 : Henri-Louis de Chastellux (1786-1863), beau-fils du précédent, 1er duc de Rauzan-Duras, 1er marquis de Duras-Chastellux[7], 9e comte de Chastellux (1854), 15e vicomte d'Avallon, marié, le 30 août 1819, avec Clara de Durfort (1799-1863), dont 3 filles et un fils :
  1. Amédée Gabriel Henri de Chastellux (Paris VIIe, 20 janvier 1821 - Château de Chastellux, 3 septembre 1857), fondateur du Correspondant[7] et de l'abbaye Sainte-Marie de la Pierre-Qui-Vire[7], marié avec sa cousine germaine Marguerite de Chastellux (1822-1906), dont :
2. 1863-1917 : Henri-Paul-César de Chastellux (1842-1917), dit « le marquis de Duras[7] », petit-fils du précédent, 2e duc de Rauzan-Duras, 2e marquis de Duras-Chastellux, 10e comte de Chastellux, 16e vicomte d'Avallon, historien ;
3. 1917-1966 : Anséric Christian Joseph Marie Olivier de Chastellux (1878-1966), fils du précédent, 3e duc de Rauzan-Duras, marquis de Duras-Chastellux, 11e comte de Chastellux, vicomte d'Avallon ;
4. 1966-2005 : César Louis Melchior Marie Henri Jean de Chastellux (1912-2005), fils du précédent, 4e duc de Rauzan-Duras, marquis de Duras-Chastellux, 12e comte de Chastellux, vicomte d'Avallon, marié, sans postérité[11] ;
5. Depuis 2005 : François-Jean Marie Robert Olivier de Chastellux (né en 1946), neveu du précédent, 5e duc de Rauzan-Duras, marquis de Duras-Chastellux, 13e comte de Chastellux, vicomte d'Avallon.